# Quimiòstat
Un quimiòstat és un instrument emprat per a obtenir cultius continus. Consisteix en un receptacle tancat que es comunica amb un dipòsit que li subministra constantment un medi de cultiu i amb un sifó pel qual surt l'excés de cèl·lules del cultiu i de llurs productes d’excreció. Mitjançant l’aireig i l’agitació mecànica s'aconsegueix l'entrada d’oxigen i la distribució homogènia pel medi. Fent entrar un flux amb una concentració òptima de substància nutritiva, s'assoleix una producció cel·lular màxima si la població és mantinguda en la fase del creixement exponencial.
Un quimiòstat és un bioreactor al qual s'afegeix un medi fresc contínuament, mentre que el líquid de cultiu que conté sobrants de nutrients, productes finals metabòlics i microorganismes s'elimina contínuament a la mateixa velocitat per mantenir el volum de cultiu constant. En canviar la velocitat amb què s'afegeix el medi al bioreactor, la taxa de creixement específica del microorganisme es pot controlar fàcilment dins dels límits.

### Velocitat de dilució
La velocitat de canvi de nutrient és expressada com l'índex de dilució D. En l'estat estacionari, l'índex de creixement específic μ del microorganisme és igual a l'índex de dilució D. L'índex de dilució és definit com el flux de medi per unitat de temps, F, sobre el volum V de cultiu en el bioreactor.
{\displaystyle D={\frac {velocitatflux}{volumcultiu}}={\frac {F}{V}}}

## Aplicacions

### Recerca
Els quimiòstats s'utilitzen per a investigacions en biologia cel·lular, com a font per a grans volums de cèl·lules o proteïnes uniformes. El quimiòstat s'utilitza sovint per recopilar dades d'estat estacionari sobre un organisme per tal de generar un model matemàtic relacionat amb els seus processos metabòlics. Els quimiostàtics també s'utilitzen com a microcosmos en ecologia i biologia evolutiva. En un cas, la mutació/selecció és una molèstia, en l'altre cas, és el procés desitjat en estudi. Els quimiòstats també es poden utilitzar per enriquir tipus específics de mutants bacterians en cultiu, com els auxòtrofs o els que són resistents als antibiòtics o bacteriòfags per a un estudi científic posterior. Les variacions en la velocitat de dilució permeten estudiar les estratègies metabòliques que segueixen els organismes a diferents ritmes de creixement.
La competència per recursos únics i múltiples, l'evolució de les vies d'adquisició i utilització de recursos, l'alimentació creuada/simbiosi, l'antagonisme, la depredació i la competència entre depredadors s'han estudiat en ecologia i biologia evolutiva mitjançant quimiòstats.

### Indústria
Els quimiòstats s'utilitzen freqüentment en la fabricació industrial d'etanol. En aquest cas, s'utilitzen diversos quimiòstats en sèrie, cadascun es manté a concentracions de sucre decreixents. El quimiòstat també serveix com a model experimental de cultius cel·lulars continus en la indústria biotecnològica.